# Гори Кануку
Гори Кануку — це група гір у Гаяні, розташована в регіоні Верхнє Такуту-Верхня Есекібо. Мовою вапішана назва означає «ліс», що означає багате розмаїття дикої природи. Східні гори Кануку та Західні гори Кануку розділені річкою Рупунуні. У 2011 році гори були визнані національною заповідною територією.

## Історія
У рівнинних лісах живе 53 % усіх відомих видів птахів Гаяни, а близько 70 % усіх ссавців Гаяни живуть у горах Кануку. До відомих видів належать гігантська видра, орел-гарпія та арапайма. Найвища вершина гір Кануку здіймається на 1067 метрів, тоді як зона савани коливається від 120 до 150 метрів.
У 2010 році занепокоєння щодо долі дикої природи гір Кануку викликало завершення будівництва мосту через річку Такуту та відповідної системи доріг, що з'єднує прибережну Гаяну з внутрішніми районами та бразильським кордоном. Дорога проходить неподалік від Кануку і є потенційним джерелом нестійкої експлуатації ресурсів.
У 2011 році в основному безлюдна територія стала охоронюваною та визначена національною заповідною територією. Він підтримується проєктом гір Кануку. Площа заповідної території становить 611 000 гектарів (6 110 км2). Територія навколо гір населена народами макуші та вапішана у 21 громаді, які використовують ресурси гір для свого існування.